# 严官巷御街遗址
30°13′56.0″N 120°09′55.0″E / 30.232222°N 120.165278°E
严官巷御街遗址是南宋御街的一段遗址，位于浙江省杭州市上城区紫阳街道严官巷。遗址因万松岭路隧道连接线工程考古调查而发现于2003年，当年12月5日至次年7月30日进行抢救性发掘，发现南宋御道及支道遗迹、南宋河道遗址、御道桥堍、南宋三省六部官署北围墙遗迹以及南宋白马庙遗址。该发掘位列2004年度全国十大考古新发现。原址现设有南宋遗址陈列馆，对御街遗址实施保护和展示。